# Jørgen Frank Rasmussen
Jørgen Frank Rasmussen (* 21. November 1930 in Rødovre; † 10. Juni 2009) war ein dänischer Radrennfahrer.

## Sportliche Laufbahn
Rasmussen startete für den Verein ABC Kopenhagen. Er war Teilnehmer der Olympischen Sommerspiele 1952 in Helsinki. Er wurde im olympischen Straßenrennen beim Sieg von André Noyelle 19. des Klassements. Die dänische Mannschaft mit Hans Andresen, Wedell Poul Østergaard und Helge Hansen wurde in der Mannschaftswertung auf dem 6. Rang klassiert. 1951 siegte er mit dem dänischen Team in der Mannschaftswertung der Wettbewerbe im Bahnradsport bei den Nordischen Meisterschaften (wie auch 1953 und 1955) und gewann das Stjerneløbet, eines der ältesten Radrennen Dänemarks. 1953 wurde er beim Sieg von Gunnar Lindgren Zweiter der Schweden-Rundfahrt (Sex-Dagars). 1954 siegte er auf einer Etappe der Ägypten-Rundfahrt. Mit der Fyen Rundt gewann er 1954 eines der traditionsreichsten Radrennen in Dänemark.

## Familiäres
Er ist der Bruder von Rudolf Rasmussen, der 1948 an den Olympischen Sommerspielen teilnahm.